# 1200 Imperatrix
1200 Imperatrix è un asteroide della fascia principale esterna. Scoperto nel 1931, presenta un'orbita caratterizzata da un semiasse maggiore pari a 3,057843 UA e da un'eccentricità di 0,112710, inclinata di 4,614928° rispetto all'eclittica. Ha un diametro di 42,006 km, un periodo di rotazione di 17,769 ore e un'albedo di 0,065.
Fa parte della famiglia di asteroidi Hygiea.
Il suo nome significa "imperatrice" in latino, ma ogni riferimento a cose o persone è sconosciuto.